# Diecezja Okigwe
Diecezja Okigwe – diecezja rzymskokatolicka  w Nigerii. Powstała w 1981.

## Biskupi ordynariusze
- Bp Solomon Amatu (od 2006)
- Bp Anthony Ekezia Ilonu (1981–2006)